# L'Enquête corse (film)
Pour les articles homonymes, voir L'Enquête corse.
Pour plus de détails, voir Fiche technique et Distribution.
L'Enquête corse est un film français réalisé par Alain Berberian, tourné à l'été 2003 et sorti en 2004. Le film est une adaptation de la bande dessinée homonyme de la série « Jack Palmer » de René Pétillon.

## Synopsis
Le détective Jack Palmer (Christian Clavier) est envoyé en Corse par un notaire pour retrouver Ange Léoni (Jean Reno), un caïd indépendantiste recherché par toutes les polices de France, qui habite un petit village dans la montagne corse, afin de lui remettre un titre de propriété issu d'un héritage. Arrivé sur place en taxi depuis l'aéroport de Figari, il se heurte dans cette comédie policière à la loi du silence.... pratique très commune dans cette île, d'une société traditionnelle de culture corse et traverse une série de rebondissements.

## Fiche technique
- Titre : L'Enquête corse
- Réalisation : Alain Berberian
- Scénario : Christian Clavier et Michel Delgado, d'après la bande dessinée de Pétillon
- Production : Alain Goldman et Catherine Morisse
- Société de production : Gaumont
- Budget de production : 17 228 009 euros[1]
- Musique : Alexandre Desplat
- Photographie : Pascal Gennesseaux
- Montage : Véronique Parnet
- Décors : Jean-Jacques Gernolle
- Costumes : Florence Sadaune
- Pays d'origine :  France
- Format : couleur - 2,35:1 - DTS / Dolby Digital - 35 mm
- Genre : comédie policière
- Durée : 92 minutes
- Date de sortie : 6 octobre 2004 (Belgique, France)

## Distribution
Alain Berberian s'entoure d'un grand nombre de comédiens corses, comme Eric Fraticelli et Jacques Leporati qui forment le duo corse Tzek et Pido, mais également de comédiens de la troupe de théâtre U Teatriunu, tels que Guy Cimino, Marie-Ange Geronimi, Daniel Delorme, Jo Fondacci ou encore François Berlinghi, troupe à l'œuvre de nombreuses pièces de théâtre en langue corse et française, mais également à l'œuvre de la série A Famiglia Pastasciù ou encore la série U Casalone actuellement sur France 3 Via Stella. Mais on retrouve également des comédiens de la troupe de théâtre Neneka, comme François Orsoni.
- Christian Clavier : Rémi François, dit « Jack Palmer »
- Jean Reno : Ange Leoni
- Caterina Murino (voix française : Juliette Degenne) : Léa Leoni
- Didier Flamand : « Maître » Dargent
- Juliette Poissonnier : Mademoiselle Brêche
- Pierre Salasca : Matéo
- Pido (de son vrai nom Éric Fraticelli) : Figoli (« le piaf »)
- Alain Maratrat : De Vlaminck
- François Orsoni : Balducci
- Nathanaël Maïni : Grappa
- Albert Dray : le capitaine de gendarmerie
- Daniel Delorme : Dumè
- François Berlinghi : le patron du café Rossignoli
- Guy Cimino : Borgnoli
- Marie-Ange Geronimi : Lucia
- Jo Fondacci : Diazep (Ghjiaseppu... pour les corsophones)
- Philippe Guerrini : le Marseillais
- Elisabeth Kaza : Josepha
- Tzek (de son vrai nom Jacques Leporati)  : Bruno
- Jean-François Perrone : indépendantiste réunion
- Jean-Emmanuel Pagni : indépendantiste Corsa Nazionale
- Christian Gautier : le gendarme
- Xavier de Guillebon : le propriétaire de la Villa Pinzuta
- Nathalie Krebs : la propriétaire de la Villa Pinzuta
- Antoine Belloni et Raoul Curet : hommes pari Borriacciu
- Nicolas Guy : le gendarme radar 1
- Olga Sékulic : la gendarmette radar
- Didier Ferrari : Pierrot, le patron de l'hôtel
- Luc Palun : indépendantiste Canal Inattendu
- Corinne Ciancioni : la pharmacienne
- Robert Lucibello : Pruzzati
- Laurent Barbolosi : le patron du café Borracciu
- Vincent Solignac : le consul de Belgique
- Dominique Vincenti : le chanteur du Pinocchio
- Jeanne de Sailly : Anna Maria
- Gaspard de Sailly  : Sampiero
- Karine de Demo : la cliente bouledogue
- Michel Delgado : le client bouledogue
- Marc Vadé : faux touriste port n°2
- Raymond Acquaviva : l'avocat de l'accusation

## Tournage

### Lieux de tournage
- L'aéroport  de Figari-Porto Vecchio, pour la scène de l'arrivée en Corse de Jack Palmer.
- Le Vieux Port de Bastia, tournée de nuit pour les scènes du début du film.
- Ajaccio, avec des vues sur la baie, en face Porticcio..
- Porticco, pour la scène sur la plage avec la baignade de Catarina Murino.
- Sartène, sur la place en haut de la ville, restaurants, bars, église.
- Gare de Palasca, pour certains scènes de poursuites en voiture et mitraillage.
- La scène du procès a été tournée dans l'hôtel de ville de Vincennes.
- Certaines des scènes censées représenter Ajaccio, ont en fait été tournées à L'Île-Rousse, ainsi qu'à Sainte-Lucie-de-Tallano.

## Commentaire
- La question de la violence : (« On condamne la violence mais pas les auteurs ») disent les nationalistes du film. Le sujet et les magouilles, est traitée de manière bon enfant comme dans Astérix. Le ton reste assez éloigné de celui de la bande dessinée, notamment le personnage de Jack Palmer.